# Емил Лулчев (шахматист)
Емил Лулчев е български шахматист, гросмайстор, участник в първенствата организирани от Международния комитет за тих шах за хора с увреден слух. През 1965 г. Лулчев става четвъртият шахматист, който получава титлата гросмайстор на Международния комитет за тих шах.

## Биография
Загубва слуха си още като дете на една година и половина. Завършва Института за глухонеми в гр. Пловдив. От 1958 г. живее в гр. Варна. С шахмат се занимава от 11-годишна възраст, като участва в много шахматни състезания. Умира през 1972 г.

## Спортна кариера
Участва в представителния национален тим на България в първенства и шампионати организирани от Международния комитет за тих шах. През 1960 г. Емил Лулчев става републикански шампион на глухите и участва във II световно първенство, което се провежда от 4 до 16 септември 1960 г. в гр. Порторож, Югославия. Там постига най-големия си успех – става Световен шампион, печелейки първото място с 8 точки от 9 възможни.

### Световно индивидуално първенство на МКТШ
| Година | Организатор | Класиране |
| 1960   | Порторож    | -во място |
| 1965   | Малмьо      | -то място |

### Световен отборен шампионат на МКТШ
| Година | Организатор | Класиране | Състав                                                         |
| 1962   | Варна       | -ро място | Е. Лулчев – Н. Мустакерски – А. Недев – B.Jacev – К. Б. Петков |
| 1970   | Турку       | -во място | Е. Лулчев – Н. Мустакерски – А. Недев – B.Jacev – К. Йорданов  |